# Rosette Anday

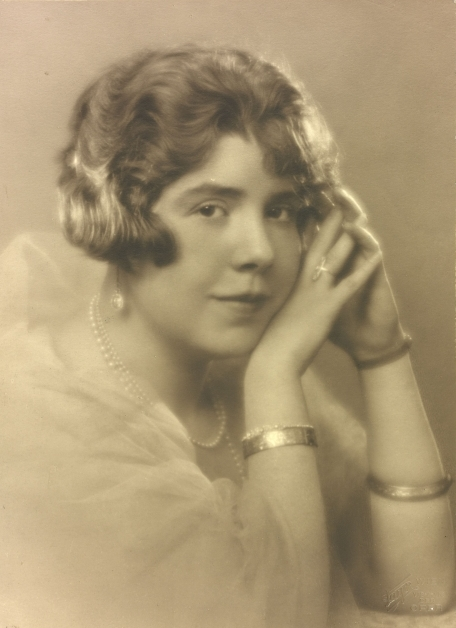
Aufnahme von Georg Fayer (1927)

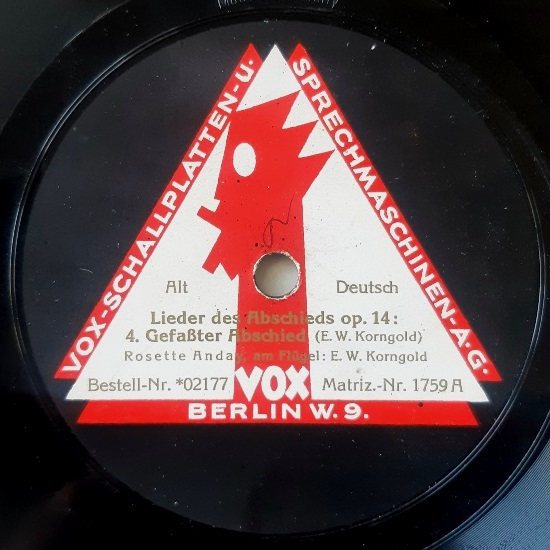
Schallplatte von Rosette Anday (Berlin 1924)

Rosette Anday, eigentlich Piroska Anday (* 22. Dezember 1899 oder 1903 in Budapest, Ungarn; † 18. September 1977 in Wien, Österreich) war eine ungarische Opernsängerin (Mezzosopran).

## Leben
Die Tochter des jüdischen Börseagenten Lajos (Ludwig) Andauer (1870 – 1900) und dessen Ehefrau Ella, geb. Holländer (1877–1942) begann mit 12 Jahren ihre Ausbildung an der Franz Liszt-Akademie in Budapest, unter anderem bei György Anthes und József Bloch, und erhielt Violin-Unterricht bei Jenő Hubay. Nach der Matura soll sie zudem ein Philologie-Studium begonnen haben.
Am 23. September 1921 wurde an der Wiener Staatsoper Bizets Oper Carmen gegeben und eine bis dahin unbekannte 18-jährige Frau sang – als Gastspiel – die schwierigsten Arien der Oper. Franz Schalk, der damalige Direktor der Wiener Staatsoper, hatte die junge Sängerin wenige Monate zuvor in Budapest gehört. Schalk engagierte sie und binnen kurzer Zeit wurde Rosette Anday zu einer der führenden Mezzo-Sopranistinnen der Wiener Staatsoper. Eine ihrer Lehrerinnen war die Altistin und Mezzosopranistin Mme. Charles Cahier, die zwischen 1907 und 1911 die Carmen an der Wiener Hofoper gesungen hatte. Gefördert von Schalk und Richard Strauss gab sie noch in der gleichen Saison ihren ersten Liederabend im Großen Musikvereinssaal in Wien.
Nach ihrem Debüt sang sie zuerst als Cherubino in Mozarts Oper Le nozze di Figaro, danach die Figur der Dorabella in der Oper Così fan tutte (in dieser Rolle war sie auch bei einer der ersten Opernaufführung der Salzburger Festspiele zu hören). Da ihre Stimme in kürzester Zeit immer voluminöser wurde, übernahm sie immer größere Rollen auch aus der französischen und italienischen Oper in ihr Repertoire und sang bald danach in Verdis Oper Aida, die Figur der Waltraute in Wagners Oper Götterdämmerung und die Rolle der Brangäne in Tristan und Isolde. 5 Jahre nach ihrem Debüt an der Wiener Staatsoper sang sie die Traumrolle einer jeden Mezzo-Sopranistin: Die Rolle der Dalila in Camille Saint-Saëns Oper Samson et Dalila.

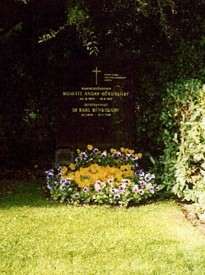
Grabstätte von Rosette Anday

Danach tourte sie durch alle wichtigen Opernhäuser Europas sowie durch Nord- und Südamerika. Hierbei feierte sie ihre größten Erfolge in der Rolle der Klytämnestra in der Strauss-Oper Elektra, blieb der Wiener Staatsoper aber immer eng verbunden. Sie trat 1920 zum evangelischen Glauben A.B. über und gehörte 1924 zu den ersten in der RAVAG auftretenden Künstlern.
Nach dem Anschluss Österreichs drohte Rosette Anday wegen ihrer jüdischen Herkunft die Entlassung aus Ensemble der Staatsoper. Dagegen versuchte sie sich mit Hilfe ihres zweiten Ehemannes, dem Rechtsanwalt Karl Bündsdorf, der vor 1938 illegales Mitglied der NSDAP gewesen sein soll. Auch versicherte der zweite Ehemann ihrer Mutter, der Richter László Battha de Vatta eidesstattlich, ihr biologischer Vater gewesen zu sein. Dennoch kündigte die Staatsoper sie jedoch aufgrund ihrer Herkunft mit 31. Januar 1940. Sie lebte in einer „privilegierten Mischehe“, musste sich aber vor den Deportationen verbergen.
Kurz nach Kriegsende startete sie ihre neue Karriere am Theater an der Wien.
Rosette Anday war eine der jüngsten Kammersängerinnen der Geschichte und eine der am meisten engagierten Opernsänger überhaupt. Sie gewann viele Preise rund um den Erdball. Von der Wiener Staatsoper wurde ihr die Mitgliedschaft ehrenhalber übertragen. Äußerst populär in der Wiener Gesellschaft lebte sie in Wien und ihrer Villa in Pressbaum (Bezirk St. Pölten-Land) in der Rosette Anday Straße bis an ihr Lebensende.
Sie starb zehn Tage nach ihrem 74. Geburtstag und fand ihre letzte Ruhestätte in einem Ehrengrab auf dem Wiener Zentralfriedhof (Gruppe 32 C, Nummer 48).

## Ehrungen
- 1955: Goldenes Ehrenzeichen für Verdienste um die Republik Österreich[9]
- Im Jahr 1980 wurde in Wien-Penzing (14. Bezirk) der Andayweg nach ihr benannt.

## Gedenken

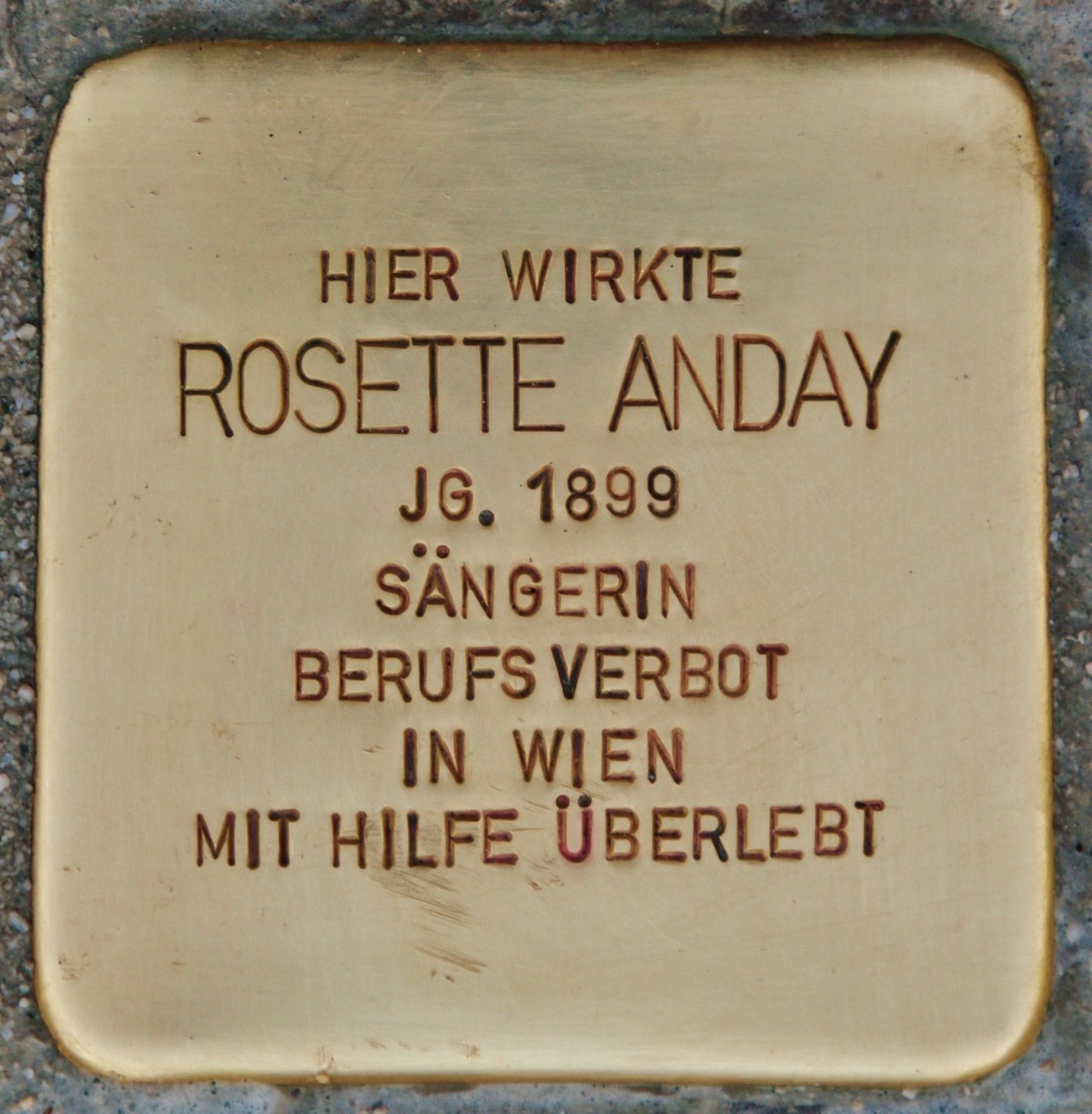
Stolperstein in Salzburg

Am 17. August 2020 wurde durch den Künstler Gunter Demnig vor dem Haus für Mozart in Salzburg ein Stolperstein für Rosette Anday verlegt.